# 鷹屋清信
鷹屋 清信（たかや きよのぶ）は、安土桃山時代から江戸時代初期にかけての武士。肥前国佐賀藩士、後に長州藩士。

## 生涯
龍造寺四家の一つである諫早鍋島家の諫早清直の子として誕生。
慶長17年（1612年）5月5日に父・清直が死去したため家督を相続して毛利秀就に仕えたが、元和2年（1616年）1月27日に死去。清信には男子がいなかったため、弟・清次が後を継いだ。